# Alphonse Marion
Alphonse Augustin Joseph Marion (Marchin, 3 juni 1894 - 26 oktober 1951) was een Belgisch senator.

## Levensloop
Beroepshalve houthakker, sloot Marion zich aan bij de Kommunistische Partij van België. Hij werd gemeenteraadslid in Marchin en op 14 september 1946 werd hij verkozen tot communistisch provinciaal senator voor Luik, in opvolging van Ely Kinet, die vijf maanden eerder was verkozen maar ontslag nam. Hij vervulde dit mandaat tot in 1949.